# Mike Hezemans

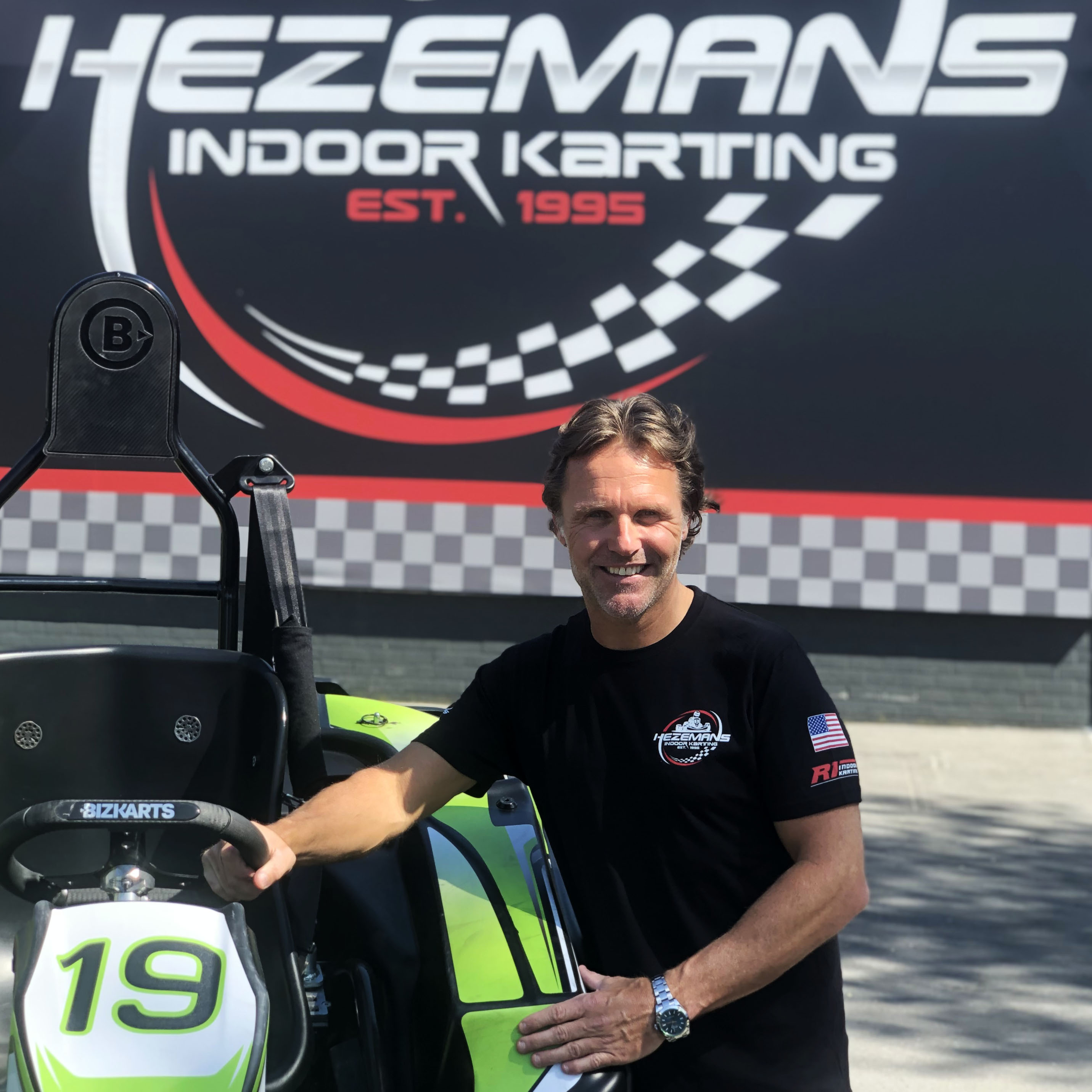
Mike Hezemans 2019

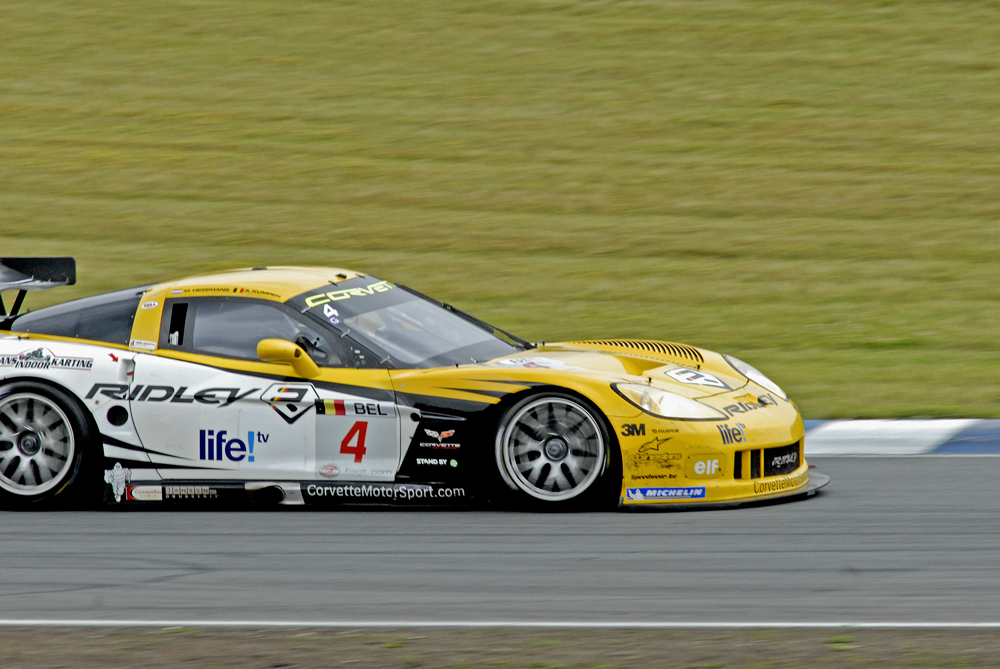
Chevrolet Corvette C6.R von Anthony Kumpen und Mike Hezemans beim 2-Stunden-Rennen von Oschersleben 2009

Mike Hezemans (* 25. Juli 1969 in Eindhoven) ist ein niederländischer Autorennfahrer.

## Familie
Mike Hezemans repräsentiert bereits die dritte Generation der Rennfahrer-Familie Hezemans. Sein Großvater Mathieu war in den 1950er-Jahren aktiv und der erste Fahrer der Familie, der beim 24-Stunden-Rennen von Le Mans am Start war. 1956 fuhr er gemeinsam mit seinem Landsmann Carel Godin de Beaufort einen von Wolfgang Seidel gemeldeten Porsche 550/4 Spyder. Sein Vater Antoine, genannt Toine, war zweimal Tourenwagen-Europameister und gewann 1971 die Targa Florio. Auch sein jüngerer Bruder Loris wurde Profi-Rennfahrer.

## Karriere als Rennfahrer
Mike Hezemans begann seine Karriere im Kartsport und wechselte Anfang der 1990er-Jahre in die GT-Szene. Erste Erfolge feierte er im Porsche Supercup, den er 1993 als Gesamtsechster beendete. Im selben Jahr wurde er Fünfter im Porsche Carrera Cup Deutschland.
Zwei Jahre davor erzielte er bei seinem ersten Einsatz bei einem klassischen Sportwagenrennen gleich einen Platz auf dem Podium der ersten drei. Das 24-Stunden-Rennen von Spa-Francorchamps 1991 beendete er als Gesamtdritter; Teampartner im Porsche 911 Carrera 2 waren Jeroen Hin und Wolfgang Land. 1997 erhielt er einen Vertrag bei GT1 Lotus Racing für Einsätze in der FIA-GT-Meisterschaft. Allerdings war der Lotus Elise GT1 wenig konkurrenzfähig. 1998 versuchte er es deshalb mit einer eigenen Meldung. Der von ihm erworbene Elise GT1 wurde bei Bitter in Ennepetal überarbeitet und von Hezemans als Bitter GT1 eingesetzt. Mit dem Wagen waren keine Erfolge zu erzielen. Hezemans wechselte daraufhin zur Halbzeit der Saison zu Roock Racing und fuhr dort einen Porsche 911 G2.
Erfolge stellten sich im Jahr 2000 mit dem Chrysler Viper GTS-R von Carsport Holland ein. Hinter den Gesamtsiegern Julian Bailey und Jamie Campbell-Walter im Lister Storm GTS beendete er die Meisterschaft als Gesamtdritter. Auch 2001 erreichte er diese Position im Schlussklassement. 2008 und 2009 wurde er jeweils Vizemeister dieser Meisterschaft. Seine bisher letzte vollständige Rennsaison war die Blancpain Endurance Series 2012.
Seine beste Platzierung beim 24-Stunden-Rennen von Le Mans war der 13. Endrang 2000. In Sebring war er 1999 Gesamtsechzehnter.

## Statistik

### Le-Mans-Ergebnisse
| Jahr | Team                 | Fahrzeug                    | Teamkollege         | Teamkollege     | Platzierung     | Ausfallgrund    |
| ---- | -------------------- | --------------------------- | ------------------- | --------------- | --------------- | --------------- |
| 1997 | GT1 Lotus Racing     | Lotus Elise GT1             | Jan Lammers         | Alexander Grau  | Ausfall         | Ölpumpe         |
| 2000 | Carsport Holland     | Chrysler Viper GTS-R        | David Hart          | Hans Hugenholtz | Rang 13         |                 |
| 2002 | Carsport Holland     | Chrysler Viper GTS-R        | Gabriele Matteuzzi  | Anthony Kumpen  | Ausfall         | Unfall          |
| 2003 | Carsport Holland     | Pagani Zonda GR             | David Hart          | Anthony Kumpen  | Ausfall         | Getriebeschaden |
| 2004 | Barron Connor Racing | Ferrari 575 GTC             | Jean-Denis Delétraz | Ange Barde      | Ausfall         | Elektrik        |
| 2006 | Spyker Squadron b.v. | Spyker C8 Spyder GT2-R      | Jeroen Bleekemolen  | Jonny Kane      | Ausfall         | Motorschaden    |
| 2007 | Spyker Squadron b.v. | Spyker C8 Spyder GT2-R      | Jaroslav Janiš      | Jonny Kane      | Ausfall         | Motorschaden    |
| 2008 | IPB Spartak Racing   | Lamborghini Murciélago R-GT | Peter Kox           | Roman Russinow  | nicht klassiert |                 |

### Sebring-Ergebnisse
| Jahr | Team                  | Fahrzeug                  | Teamkollege         | Teamkollege     | Platzierung | Ausfallgrund    |
| ---- | --------------------- | ------------------------- | ------------------- | --------------- | ----------- | --------------- |
| 1999 | Konrad Motorsport     | Porsche 911 GT2           | Charles Slater      | Peter Kitchak   | Rang 16     |                 |
| 2002 | Team Carsport Holland | Chrysler Viper GTS-R      | Anthony Kumpen      | Luca Cappellari | Ausfall     | Getriebeschaden |
| 2003 | Carsport America      | Pagani Zonda GR           | Anthony Kumpen      |                 | Ausfall     | Motorschaden    |
| 2004 | Barron Connor Racing  | Ferrari 575 Maranello GTC | Jean-Denis Delétraz | Ange Barde      | Ausfall     | Aufhängung      |
| 2006 | Spyker Squadron       | Spyker C8 Spyder          | Jeroen Bleekemolen  |                 | Rang 17     |                 |